# 超過利得税
超過利得税（読み：ちょうかりとくぜい、独:   übergewinnsteuer  、英:   excess profits tax 、略してEPT）は、リスクを調整された'正常な'（英:  normal）利益を超えたものである、収益や利益に関する税である。'超過利得'（英:  excess profit ）の概念は地代のそれと大変よく似ている。超過利得税は個人または法人に課されうる超過利得税は独占産業において通常課される。
超過利得税は、戦時中または意外利得（英語: windfall gain）を得るような通常では考えられない可能性をもったなんらかのものをあたえるできごとについての対応において、またはそれらの場合に限らず、しばしば課せられてきた。石油やガソリンにおけるような、資源価格における現況の高騰による利得を低減するために、意外利得税は、しばしば提案されそして時折課せられてきた。戦時超過利得税または戦時利得税は 戦時利得 （英語:  war profiteering ）に関係する 逆インセンティブ （英語:  perverse incentives ）を低減するために使われてきた。超過利得税は国が収入の不平等を逓減させ富を再分配するのに困難な時期に用いられる。

## 新型コロナウイルスでの超過利得税
歴史上、超過利得税は、超過した総額の金銭が必要となるに伴い、戦争期間中に課された。しかしながら、新型コロナウイルスの期間中、追加の医療保険労働者の積み増しと、マスクのような、規制の実施のために、多くの国が超過利得税を課した。同じように、2021年3月の汎流行の始まりから、医療と経済的打撃の広がりを鎮静させる、グローバルな財政上の対応は、2020（IMF,2021）年には総額16兆ドルの、未曾有のものだった。けれども、顕著な利益の急上昇そしてその突発に続くその年の株価の上昇に見られる、いくつかの産業分野、特に情報技術と製薬をもって、ビジネスにおける汎流行の打撃は同じではなかった。

## 歴史
超過利得税は第一次及び第二次世界大戦中に欧州と北米および日本において導入された。

### アメリカ合衆国
1863年に、南部連合会議とジョージア州は、そのときアメリカの歴史のなかでおそらく最初に始まった、超過利得税を実施した。

### イギリス
1915年に、イギリス政府は産業資本代表と労働組織の間の取引を交渉した。この取り決めは、戦争に関係する活動に関与する企業の利益の上限を制限する義務のために、労働力の水増しと賃金の抑制を交換した。

### ギリシャ
2022年11月、ギリシャはエネルギー会社に90％の超過利得税を課することで高騰するエネルギー価格に対応した。ギリシャエネルギー相は「私たちの基本的な問題は、 汎欧州エネルギー危機の、
主だったこれが終わるまで、消費者にとって受け入れられる請求書での価格を維持することだ
」と始めることで正当化した。その税収はエネルギー価格の補助に使われた。

### 日本
日本では超過利得税として、戦時利得税と臨時利得税と呼ばれる税がそれぞれ第一次および第二次世界大戦中に課された。

### ハンガリー
新型コロナウイルスの汎流行のようなグローバルな問題による財政的要求及び経済的不均衡の悪化並びにインフレーションの増大を措置するためハンガリーは超過利得税を課した。ハンガリーは最近超過利得税を銀行や航空産業のような特定の産業を対象として課した。同様に多くの超過利得税は一時的である。この課税は年間8兆HUFをもたらすと見込まれている。

## 超過利得税をめぐる議論
超過利得税は、予期しない出来事の対策での遡及する税として、一回限りに適用される場合に特に有効になりうる。それらは予期せず代表的な所得を超えるものである利益を対象とし、そしてしたがって、その投資はこれらの利益がすでに生じたものに関して決められ、その税は相対的に強制と順応が用意であって、回避が難しい。超過利得税を支持する基本的理論的な主張は経済的効率の概念に起源をもつ。経済的地代（超過利益）における税は、それらは理論的に投資判断に影響を与えないから、有効であると考えられる。これは、投資を調節することを要求する、通常の還元を超えるような還元に限り課される税である限り、それははじめの場所での投資を動機づけるその基本的な収益性に影響を与えない、との考えに基づく。
1942年、Canadian Bar foundationのフレデリック・T.コリンズは超過利得税について語った：
すべての課税の目的は歳入を挙げることだ、そしてわたしたちが現在知るところの、
全部の戦争において必要な資金の調達を増やす、もっとも公平でもっとも良い方法の、超過利得税のそれ自体の固有の制限は、戦時に行うことである。
理論的な理念にもかかわらず、超過利得税の現実の応用はしばしばそれらが企業の行動や投資家の決定に影響を与えることを呈する。例えば、意外税の歴史的適用は時折、将来の税負担についての不確実性に従い企業が新規の計画の拡張または開始を控えるかもしれないのにつれ、投資を引き下げた。石油生産を引き下げた、1980年代の石油産業におけるアメリカ合衆国の超過利得税は、理論的予想に反した経験的例証である主要な事例である。
別の主張は、資本融資における債務による資金調達を優遇する、多くの既存の税の枠組みの基本的な歪みを直す超過利得税の可能性である。典型的には、法人税体系は債務に関する利息の支払いの控除を認めている、しかし資本に関する支払いの受け取りに対応する控除については引き受けていない。これは企業にとって資本融資よりも借りた資金により大きく頼るような、金融危機のような、経済的混乱の期間にはっきりと強調されてきたところの問題の、金融リスクと不安定を増大しうる、金融的動機を生み出す。
過去の超過利得税は個々の国々において課されてきたが、今世紀のような、国家をまたいで活動するいわゆるグローバル企業は、多く無形資産を資本に持ち、容易に活動の拠点を移しうる。したがって、個別の国だけで対応することは難しく、国際的な税制調和が必要となろう。シャフィク・ヘボース（英:  Shafik Hebous ）、ディナ・プリハラディニ（英:  Dinar Prihardini ）とネイト・ベルノン（英:  Nate Vernon ）は最適課税の意味での国際的に案分された超過利得税（英:  global coordinate EPTs ）を提案した。

## 引用文献
1. 1 2 3 4 5  Hebous, Prihardini & Vernon 2022
2. 1 2  investopedia
3. ↑  Confederate States of America
4. ↑  Georgia 1863
5. ↑  Georgia 1864
6. ↑  Georgia 1865
7. ↑  Arnold 2014
8. ↑  Tagaris 2022
9. ↑  佐藤 2023, p. 71
10. 1 2  Kardos 2022
11. ↑  Collins 1942
12. ↑  Hebous, Prihardini & Vernon 2022, p. 17 - 18